# 로보쓰리AI
주식회사 로보쓰리AI(영어: Robo3 AI)는 대한민국의 지능형 서비스 로봇 기업이다.

## 역사
- 2005년 4월: 국내 최초 자율주행 서비스 로봇 개발
- 2016년 4월: 코넥스 상장